# Robert Quibel
Pour les articles homonymes, voir Quibel.
Robert Quibel, surnommé Bob Quibel, né le 12 octobre 1930 au Havre et mort le 17 janvier 2013 à Baillet-en-France, est un contrebassiste, arrangeur et chef d'orchestre français. Il est surtout célèbre pour avoir dirigé les orchestres d’émissions de variétés à la télévision française dans les années 1970 et 1980.

## Biographie
Fils d'un chauffeur et d'une femme de ménage, il fait ses études au petit séminaire de Rouen et en est renvoyé en 1947 pour y avoir lu La Confession d'un enfant du siècle d'Alfred de Musset.
Revenant vivre au Havre, il écrit des petits articles pour les journaux locaux. Puis il travaille pour une revue appelée « Butterfly » qui publie des articles en français et en anglais où il est rédacteur-traducteur et secrétaire de rédaction.
Robert Quibel, qui avait fait partie dans sa jeunesse d'une chorale et appris l'harmonie, débute à la fin des années 1950 comme musicien d'orchestres de variétés et de jazz. Il fait ainsi partie des orchestres de Benny Bennet et de Jacques Hélian. On l'entend aussi dans l'orchestre de l'Olympia sous la direction de Daniel Janin. En 1960, il est l'un des chanteurs du groupe vocal Les Barclay, dirigé par Christiane Legrand.
Dès 1962, il est membre du trio de Claude Bolling, avec le batteur Peter Giger (en). En 1962-63, on l'entend dans le sextette de Claude Bolling, aux côtés de Pierre Dutour ou Jean-Claude Naude (de) (trompette), Gérard Badini (sax ténor), Claude Gousset (de) ou Nat Peck (en) (trombone) et Peter Giger (batterie). En 1963, il fait partie du groupe « The 4 Trombones Incorporated », initié par le tromboniste Raymond Fonsèque, avec Charles Orieux, Michel Camicas, François Guin (trombones), Bernard Vitet (tp & bugle), Jean-Louis Chautemps (saxophone) et Peter Giger (batterie), qui enregistre quatre compositions originales de Raymond Fonsèque (non éditées dans le commerce). En 1968, il accompagne plusieurs trombonistes (Raymond Fonsèque, François Guin, Luis Fuentes, Christian Guizien, Charles Rieux, Slide Hampton) lors du Concert de Jazz au Studio 105 consacré au trombone.
Il exerce aussi ses talents de parolier, comme pour Jack Ary et son High Society Cha Cha en 1959, avec le titre Mah Jong Cha Cha Cha, ou pour Fernand Raynaud en 1965 (Cuisses de grenouille, cosigné avec Micheline Schotsmans). Il compose pour des chanteurs comme Ricet Barrier (Le Noël du chasseur, 1968).
En 1963, il rencontre à l'Olympia Jacques Martin, alors présentateur, qui deviendra l'animateur-phare des années 1970 aux années 1990. À partir de ce moment, les deux hommes deviennent vite inséparables, collaborant aussi bien à la radio qu'à la télévision ou encore lors de galas organisés par Jacques Martin.
C'est ainsi que l'on retrouve Robert Quibel à la télévision :
- de 1968 à 1971, dans l'émission de variétés Midi Magazine, animée par Jacques Martin et Danièle Gilbert, dans laquelle il constitue, avec le pianiste Jean Baitzouroff, le duo de musiciens surnommés « Kiki » et « Popoff » ;
- en 1975 et 1976, dans l'émission Le Petit Rapporteur, en compagnie du pianiste André Dauchy ;
- de 1977 à 1998, dans l'École des fans, en compagnie des pianistes Albert Lévy puis Pino Lattuca. À trois reprises, Robert Quibel remplacera Jacques Martin à la présentation de l'émission[12] ;
- de 1980 à 1985 dans l'émission Thé dansant, où il assure la direction d'un grand orchestre dans lequel joueront de nombreux musiciens habitués des scènes de jazz, de variétés ou des studios, comme : Jean-Claude Naude (en) (trompette, également auteur de très nombreux arrangements et soli)[13], Kako Bessot, Guy Bodet, Alain Bouchet, Vincent Casino, Fred Gérard, Louis Laboucarie, Maurice Thomas, Henri Vanhaeke, Jean-Claude Verstraete, Loulou Vezant (trompettes), Francis Cournet, Denis Fournier, Pierre Gossez, Georges Grenu (de), Joe Rasko, Marcel Rasko, Jean-Pierre Solvès (saxophones), Raymond Fonsèque, Marc Steckar (trombones), Charles Verstraete (trombone, accordéon), Pino Lattuca, Georges Rabol (piano), Barthy Raffo (guitare), Hermès Alesi (basse), Roland Lobligeois (contrebasse), Marcel Blanche, Michel Lorin, Jean Schultheis, Yvano Lattuca (batterie)… ; l'orchestre accompagnera régulièrement des chanteurs comme Julie Bataille, Francine Bell[14], Nelly Gustin, Charles Level, Laurent Ritchy ou Dominique Val ; outre Robert Quibel et Jean-Claude Naude, l'orchestre fera appel à différents arrangeurs, dont Claude Germain et Jean-Jacques Marin. En 1985, il orchestre les six plus grands succès composés par Henri Betti : C'est si bon, Le Régiment des mandolines, Le Vrai Mambo, Mais qu’est-ce que j’ai ?, Rien dans les mains, rien dans les poches et Maître Pierre.
- en 1987 et 1988, dans l'émission Thé Tango, où il dirige à la fois un grand orchestre de jazz et un orchestre de tango qui se côtoient sur la même scène et jouent en alternance ;
- dans les émissions Si j'ai bonne mémoire de 1983 à 1985, ou encore dans Ainsi font, font, font de 1989 à 1996, Robert Quibel était souvent cité et présenté par Jacques Martin, aux spectateurs et téléspectateurs, mais Jacques Martin ne le présentait jamais sous l'appellation « Bob » Quibel ;

Il continue cependant à jouer occasionnellement avec des musiciens de jazz. On l'entend par exemple en 1979 dans la cave du Hot Club de France en trio avec le pianiste Didier Aubin et le batteur Carl Régnier.
Dans les années 1980, Robert Quibel est l'arrangeur, le chef d'orchestre ou le compositeur de musiques ou de chansons pour des séries télévisées d'animation (Sport Billy, Heckle et Jeckle), ainsi que d'adaptations phonographiques de courts ou de longs métrages d'animation des studios Disney, en collaboration avec les Disques Adès. Il est aussi arrangeur et chef d'orchestre de plusieurs disques de Jacques Martin et de celui de la chanteuse Francine Bell (1983).
Robert Quibel a collaboré avec plusieurs artistes célèbres, entre autres avec le crooner Paul Anka, les chanteurs Serge Reggiani, Catherine Sauvage et même Édith Piaf, avec qui il a eu l'honneur de jouer lors de son dernier concert à l'Olympia
Outre de très nombreux thèmes ou musiques de génériques pour les émissions télévisées de Jacques Martin, Robert Quibel est le compositeur de À la mémoire de Duke Ellington, une suite pour quintette de cuivres.

### Vie privée
Marié avec Madeleine, il a eu deux enfants : Frédéric et Elsa.
Il vivait à Baillet-en-France, où il est décédé.

## Discographie
Comme musicien :
- 1962 : Claude Bolling Trio, Ragtime Bolling, 424292PE Philips[13]
- 1962 : Claude Bolling Sextet, Madison Twist, P77159L, Philips[13]
- 1963 : Claude Bolling Sextet, Bolling's Band's Blowing, Philips[13]
- 1963 : Claude Bolling Sextet, Madison, 424288 PE Philips[13]
- 1968 : Jacques Martin, Et voilà pourquoi je suis syndiquée, 71283 Barclay[17]
- 1970 : Jacques Martin, Jacques Martin à l'Olympia, BIEM 920251 Barclay
- 1971 : Olga Forest, La révolte des arbres, VE 471.02 Verseau[18]
- 1979 : Bernadette Rollin, Le juste droit, chanson du film, OXY49 Oxygène[19]

Comme arrangeur et chef d'orchestre:
- 1983 : Francine Bell, Francine Bell, Disques Adès
- 1983 : Jacques Martin et Angelo, Angelo, Vogue[20]
- 1984 : Jacques Martin, Thé Dansant, Saban Records

Comme parolier :
- 1959 : Jack Ary, Mah Jong Cha Cha Cha[6]
- 1965 : Fernand Raynaud, Les cuisses de grenouilles, Philips[7]
- 1966 : Rino Adipietro, Rome, je me souviens de toi, La Voix de son Maître[21]
- 1966 : The Bell Ringers/Marc Steckar, Mon amour de neige, Les amis, les copains, N'y pense pas, SFP[22]
- 1967 : Jacques Daloux, Pop'Art, Decca[23]

## Composition
Musique de scène :
- 1978 : Cyrano ou les Soleils de la Raison de Claude Bonnefoy, d'après Cyrano de Bergerac, Théâtre national de Chaillot, Paris

Musique de film :
- 1973 : Na ! de Jacques Martin, avec Jacques Martin et Jean Baitzouroff

## Filmographie
- 1973 : Na ! de Jacques Martin : il figure au générique sous le nom de Kiki ;
- 1992 : Les Cinq Dernières Minutes - Sous les feux de la rampe - Réalisation : Daniel Losset : dans cet épisode de la série télévisée, il apparaît dans son propre rôle de chef d'orchestre des émissions de Jacques Martin.